# 穆泽伊
穆泽伊（法語：Mouzeil，法語發音：[muzɛj]）是法国大西洋卢瓦尔省的一个市镇，位于该省东北部，属于沙托布里扬-昂斯尼区。

## 地理
穆泽伊（47°26'53"N, 1°20'53"W）面积18.87 平方千米，位于法国卢瓦尔河地区大区大西洋卢瓦尔省，该省份为法国西北部沿海省份，位于布列塔尼半岛东南部，北起伊勒-维莱讷省，西北接莫尔比昂省，西临大西洋，南至旺代省，东临曼恩-卢瓦尔省。
与穆泽伊接壤的市镇（或旧市镇、城区）包括：埃德尔河畔特朗、库费、利涅、梅桑热、泰耶、莱图什。
穆泽伊的时区为UTC+01:00、UTC+02:00（夏令时）。

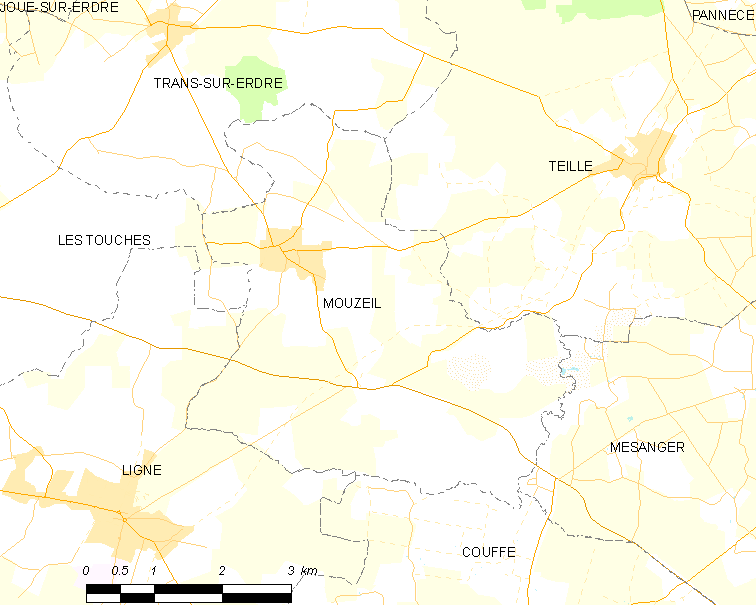
穆泽伊的OSM定位图

## 行政
穆泽伊的邮政编码为44850，INSEE市镇编码为44107。

## 政治
穆泽伊所属的省级选区为埃德尔河畔诺尔县。

## 交通
大西洋卢瓦尔省省道D16线、D24线和D38线在镇中心交汇，省道D9线和D164线则在境内南部交汇。

## 人口

1962-2008年间穆泽伊人口变化图示

穆泽伊于2022年1月1日时的人口数量为2004人。